# كالفين غراهام
كالفين غراهام (بالإنجليزية: Calvin Graham)‏ هو جندي أمريكي، ولد في 3 أبريل 1930 في كانتون في الولايات المتحدة، وتوفي في 6 نوفمبر 1992 في فورت وورث في الولايات المتحدة.